# Central Sekotong District
Central Sekotong District (indonesiska: Kecamatan Sekotong Tengah) är ett distrikt i Indonesien.   Det ligger i provinsen Nusa Tenggara Barat, i den sydvästra delen av landet, 1 000 km öster om huvudstaden Jakarta. Central Sekotong District ligger på ön Lombok Island.